# Jogo de estratégia

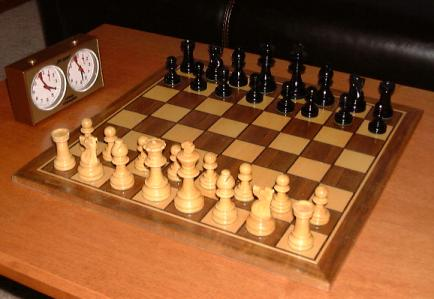
O xadrez é um dos mais conhecidos jogos de estratégia.

Jogo de estratégia é uma categoria de jogo (seja de tabuleiro, de cartas, de videogames ou de computador) em que a habilidade dos jogadores em tomar decisões estratégicas supera a sorte como fator de determinação do vencedor.

## Origem
O termo "estratégia" é emprestada do jargão militar. Ele inicialmente se referia ao planejamento em um nível elevado e abstrato. Muitas vezes jogos de estratégia lidam com o planejamento em uma escala em que a palavra "tática" é usada num contexto similar ao militar.

## Características
O principal fator que difere esse tipo de jogo de outros é o baixo nível de aleatoriedade envolvido. Exemplos: damas, xadrez, damas chinesas, Stratego, Magic the Gathering, Go, Shogi, Nine Men's Morris, Mastermind e Twilight Struggle. Os jogadores têm igual grau de conhecimento dos elementos do Jogo. Não há nenhuma habilidade física exigida além das necessárias para interagir com as peças do jogo.